# Viv (phần mềm)
Viv là phần mềm trợ lý cá nhân thông minh được tạo bởi những người sáng tạo nên Siri. Nó xuất hiện lần đầu vào ngày 9 tháng 5 năm 2016, tại Disrupt NYC. So với Siri, phần mềm có nền tảng mở và có thể chứa các phần mở rộng bên ngoài để làm việc với trợ lý. Nó cũng có thể xử lý những câu hỏi phức tạp hơn. Nhóm phát triển đã làm việc với phần mềm từ năm 2012 và đã gây quỹ cho dự án được hơn 22 triệu đôla Mỹ cho tới đầu năm 2015 và 30 triệu đôla Mỹ tới đầu năm 2016.
Vào ngày 5 tháng 10 năm 2016, Viv đã được mua lại bởi Samsung Electronics. Một tháng sau, Viv được tiết lộ sẽ xuất hiện trên chiếc Samsung Galaxy S8.